# Deceptor
Deceptor là một chi thực vật có hoa trong họ Lan.